# Lindeparken

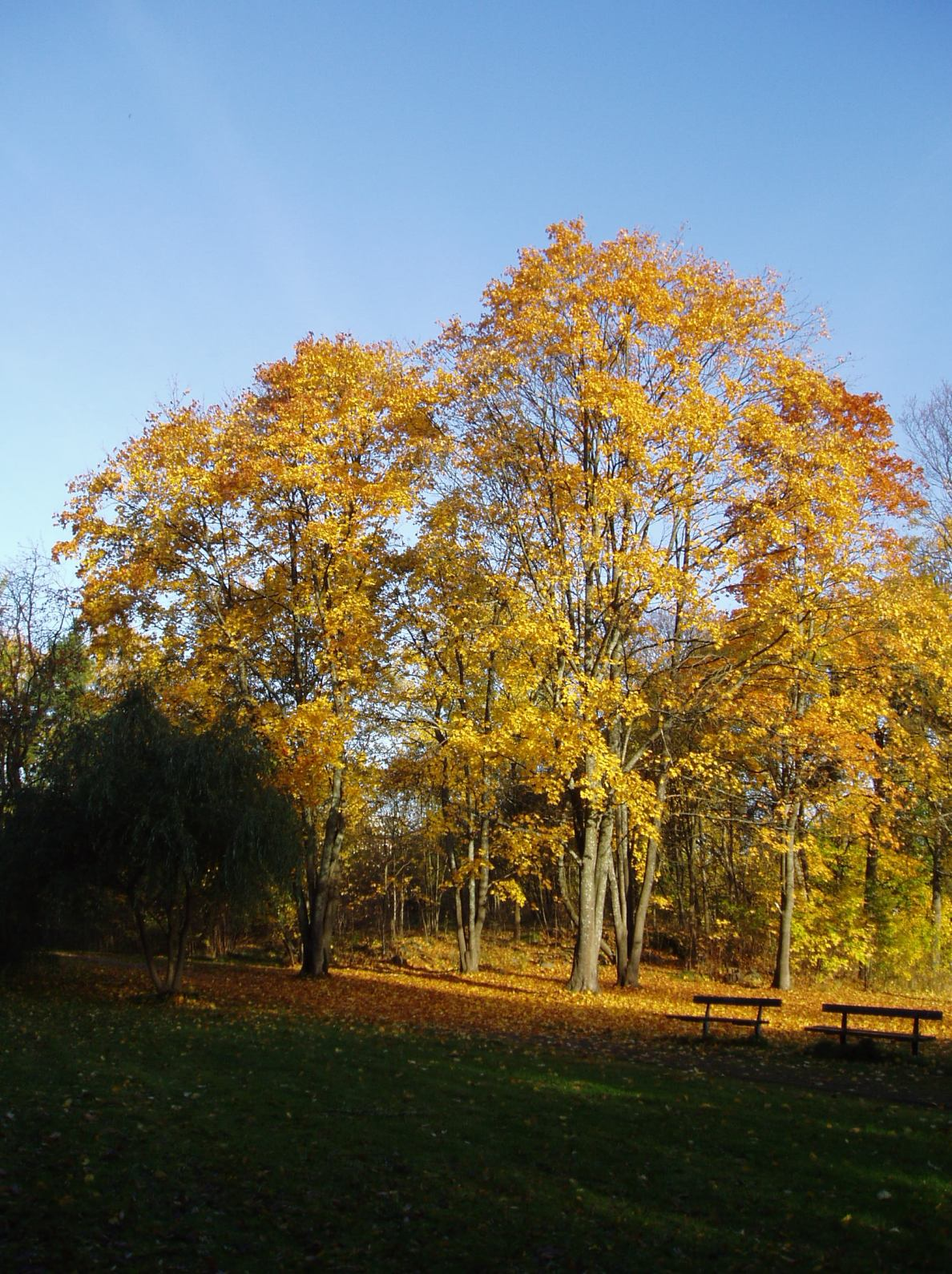
Lindeparken, hösten 2008.

Lindeparken är en park i stadsdelen Enskede gård i Stockholms kommun. Den ligger på Tvärbanans södra sida mellan hållplatserna Linde och Globen. Parken består av stora gräsytor, en fotbollsplan och en lekplats. Ytan uppgår till 2,9 hektar. Parken fick sitt namn 1925.

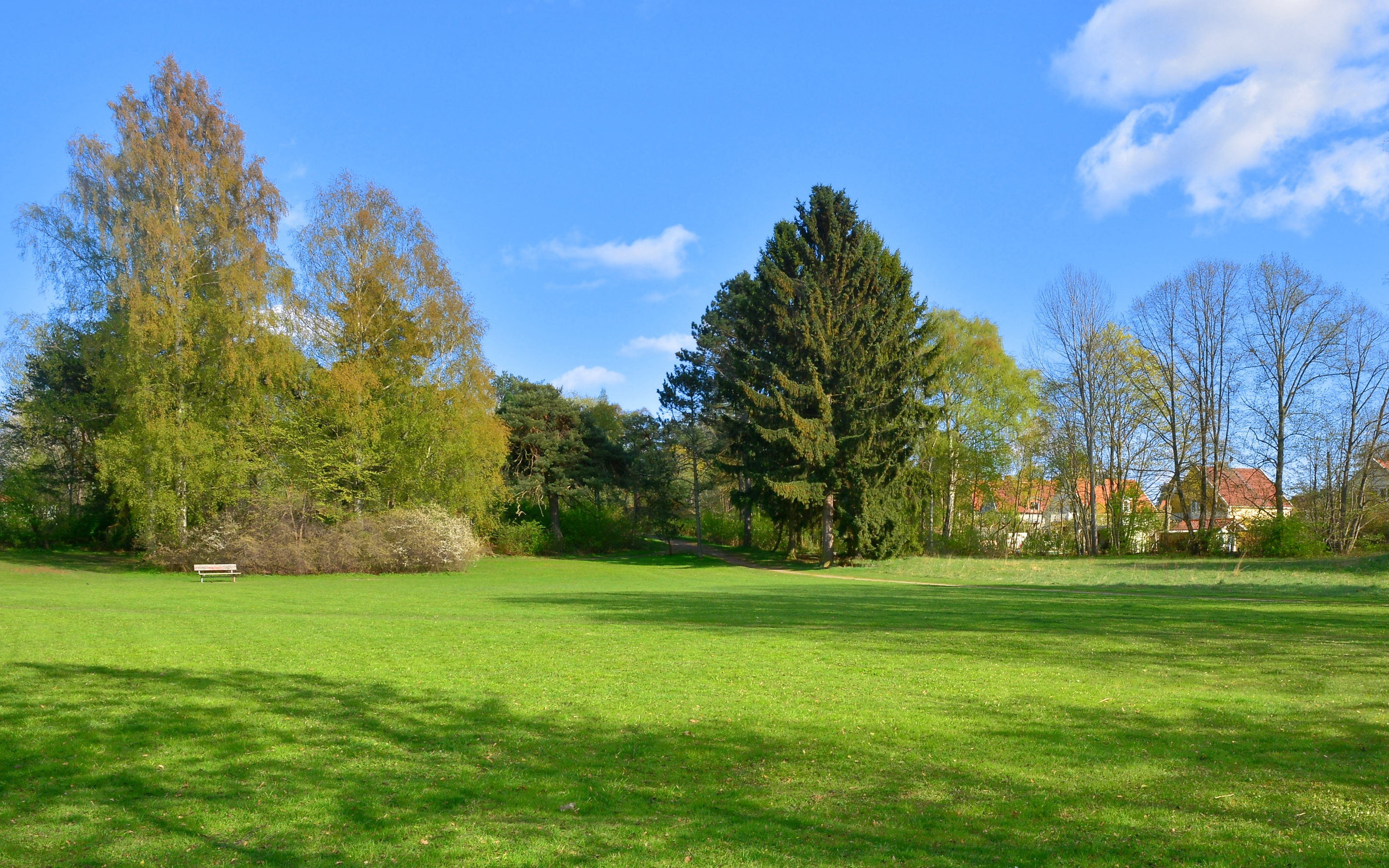
Lindeparken, våren 2014.